# (1979) Sakharov
(1979) Sakharov ist ein Asteroid des inneren Hauptgürtels, der am 24. September 1960 vom niederländischen Forscherteam Cornelis Johannes van Houten, Ingrid van Houten-Groeneveld und Tom Gehrels im Rahmen des Palomar-Leiden-Surveys entdeckt wurde.
Der Name des Asteroiden erinnert an den russischen Kernphysiker, Dissidenten und Nobelpreisträger Andrei Dmitrijewitsch Sacharow.